# Nyugati Jelen
A Nyugati Jelen  magyar nyelvű regionális napilap, amelyet Románia öt nyugati megyéjében (Arad, Temes, Krassó, Hunyad és Fehér megyében) terjesztenek. A szerkesztőség székhelye Arad, szerkesztőségei működnek még Temesvárott, Déván és Nagyenyeden. A napilap indulásának éve: 1990. A temesvári fiókszerkesztőséget Sipos János nyugdíjas temesvári újságíró szervezte meg és vezette jó pár éven át.
A Nyugati Jelen közéleti napilap célul tűzte ki a Románia nyugati részeiben élő magyarság objektív tájékoztatását a kulturális, gazdasági, politikai, szociális, vallási és sporteseményekről, valamint a világ számos eseményéről és érdekességéről. 
Az újságban a család minden tagja megtalálja a neki tetsző rovatokat.
Kinézet:
A fedőlapok, valamint a két belső oldal teljesen színes (FULL COLOR)
Formátum: 288 x 418 mm
Tükör: 250 x 365 mm
Hasábok száma: 6

## Elődje
- Vörös Lobogó című napilap (1950-1989)

## Terjesztési területe
- Arad megye
- Temes megye
- Hunyad megye
- Fehér megye
- Krassó-Szörény megye